# أبدا لن أعود (فلم)
أبدا لن أعود فيلم دراما مصري إنتاج 1975، بطولة رشدي أباظة ونادية لطفي، وصلاح نظمي، وصفية العمري، وعماد حمدي وهالة الشواربي. وهو من إخراج وتأليف حسن رمزي.

## القصة
يقع الدكتور أحمد في حب الفتاة الشابة (سعاد) والتي أنقذت طفله عصام من الغرق، لتتطور العلاقة بينهما وتصبح سعاد حامل منه، فيضطر إلى الزواج منها، ويضطر لإخبار زوجته (هدى) والتي تقرر الرحيل والسفر خارج.